# Telephone User Part
Telephone User Part (TUP) — протокол, который описывает предоставление услуг традиционной телефонии в сети ОКС-7. TUP относится к 4 уровню стека протоколов ОКС-7 и, как таковой, не предусматривает возможностей ISDN. В настоящее время TUP в значительной степени был заменен протоколом ISUP. Тем не менее, он все еще используется в некоторых частях мира (например, в Китае).
TUP определен в рекомендациях ITU-T Q.721-725. Они определяют функции управления сигнализацией международного телефонного вызова для использования в ОКС-7.
Развивались различные национальные варианты TUP , некоторые из которых обеспечивают различную степень поддержки ISDN. Например французский и китайский SSUTR2 TUP (спецификация GF001-9001).